# جسم لطیف
نیرمانا کایا (انگلیسی: Nirmāṇakāya)، را جسم لطیف بودا دانسته‌اند.

## نیرمانا کایا
جسمی است که به واسطهٔ نیروی جاودانه و متخیله و به برکت افسون ظاهر می‌شود و مراد از آن جسمی است که بودا هنگام نزول و ظهور به جهان پدیده‌ها به خود می‌گیرد.
بدیهی است که این جسم غیر مادی و آثاری از خود باقی نمی‌گذارد. تمام بوداها از این جسم لطیف بهره‌مند هستند.

## کالبد تبدیل
نیرمانا کایا (Nirmāṇa-kāya)، یعنی «کالبدِ تبدیل» بودائیت گوهری دوگانه دارد:
1. پرَجِن یا (فرزانگی، شناخت)
2. کَروُنا (هم دردی، عشق و محبت)، که می‌توان آن را تا حدی شبیه اندیشهٔ مسیحی معرفت و محبت دانست.

بودا همه گونه صورت‌های وجودِ جسمانی (کایه) به خود می‌پذیرد.